# Saint-Jean-de-la-Rivière
Saint-Jean-de-la-Rivière ist eine französische Gemeinde mit 366 Einwohnern (Stand 1. Januar 2022) im Département Manche in der Region Normandie. Sie gehört zum Arrondissement Cherbourg und zum Kanton Les Pieux. Die Einwohner nennen sich Saint-Jeannais.

## Toponymie
Früher Turgisville genannt. Es leitet sich aus dem Skandinavischen Thorgisl d. h. «Thor’s Geisel».
Was Rivière anbelangt siehe Saint-Georges-de-la-Rivière.

## Geografie
Saint-Jean-de-la-Rivière liegt auf der Halbinsel Cotentin, an der Côte des Havres zwischen dem Naturhafen von Carteret und dem von Portbail. Angrenzende Gemeinden sind Barneville-Carteret, La Haye-d’Ectot, Saint-Maurice-en-Cotentin und Saint-Georges-de-la-Rivière.
Jenseits des Passage de la Déroute liegt Jersey, das sich sogar von der Küste aus wahrnehmen lässt.
Ein langer Strand erstreckt sich von Portbail im Süden bis nach Barneville im Norden. Am tiefsten Teil des Strandes, der nur bei Ebbe zum Vorschein kommt, sind Schiefer und Kalksteine aus dem Frühkambrium zu finden.

### Verkehrsanbindung
Saint-Jean-de-la-Rivière wird von der vom Département Manche betriebenen Buslinie Manéo Nr. 11 angefahren (Buslinie Portbail-Valognes). Damit ist die Bahnstrecke Paris-Caen-Cherbourg in Valognes mit den öffentlichen Verkehrsmitteln erreichbar.

## Bevölkerungsentwicklung
| Jahr      | 1962 | 1968 | 1975 | 1982 | 1990 | 1999 | 2011 | 2018 |
| Einwohner | 184  | 174  | 175  | 180  | 218  | 279  | 356  | 352  |

## Sehenswürdigkeiten
- Kirche Saint-Jean-Baptiste. Sie beherbergt ein Gemälde aus dem 17. Jahrhundert Baptême du Christ d. h. Taufe Christi und wurde als Gegenstand in die Liste der historischen Gegenstände aufgenommen.[4]
- Haltestelle vom Train Touristique du Cotentin.

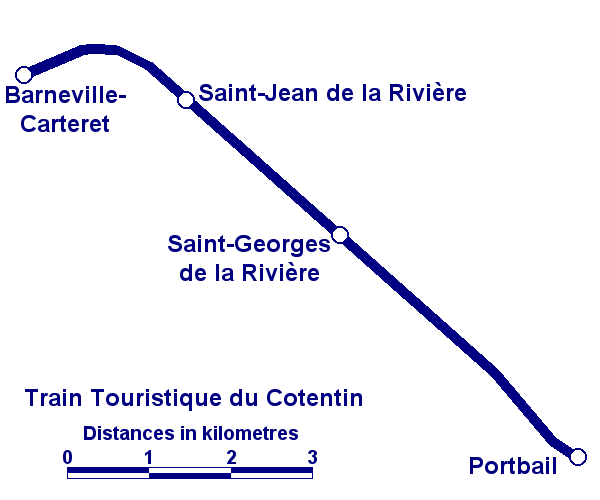
Heutige Streckenführung des Train touristique du Cotentin

- Windmühle von Saint-Jean-de-la-Rivière